# Saint-Désir

Saint-Désir este o comună în departamentul Calvados, Franța. În 1 ianuarie 2022 avea o populație de 1.772 de locuitori.